# تادنهام شرقی
تادنهام شرقی (به انگلیسی: East Tuddenham) یک روستا و محله مدنی در بریتانیا است که در Breckland District واقع شده‌است. تادنهام شرقی ۸٫۴۷ کیلومتر مربع مساحت و ۴۳۶ نفر جمعیت دارد.